# Edelira
Edelira es uno de los treinta distritos del séptimo Departamento de Itapúa. Dista 500 km de la Ciudad de Asunción, capital de la República del Paraguay, y 107 km de la capital departamental Encarnación, situada sobre la Ruta 6 Dr. Juan León Mallorquín la mayor parte de su superficie es apta para la agricultura la cual es parte fundamental de su economía.

## Historia
Edelira dependía del distrito de Capitán Meza con el nombre de Junta Parroquial de Edelira, hasta que los pobladores solicitaron la elevación a la categoría de distrito a través de un informe remitido al Ministerio del Interior. Sin mucha demora se formó el nuevo distrito ahí se eleva y se crea el distrito «Antidia Matiauda» por decreto ley N.º 883 del 27 de noviembre de 1981, desafectándose del Distrito de Capitán Meza.
Pero luego de la caída del régimen stronista, por decreto del Poder Ejecutivo toma el nombre con el que se lo conoce popularmente, Edelira.

## Geografía
El distrito de Edelira se encuentra en la zona conocida como el Nordeste del departamento de Itapúa a unos 107Km. de la capital departamental, Encarnación sobre la ruta internacional Nro.6.
Tiene como límites a los siguientes distritos:
- Norte: Tavaí (Caazapá)
- Sur: Capitán Meza
- Este: Tomás R. Pereira y Natalio
- Oeste: Itapúa Poty

### Hidrografía
Los principales arroyos con un caudal hídrico importante son:
- Pirapey
- Pirayu'i
- Yaguarazapá
- Km.50
- Urutaú
- Aguapé del Norte
- Aguapé del Sur

## Población

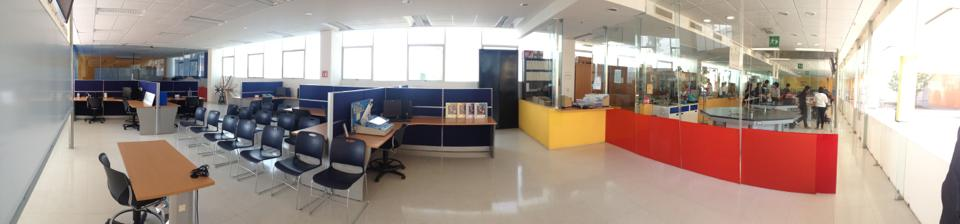
Salón de prácticas del CECTEC

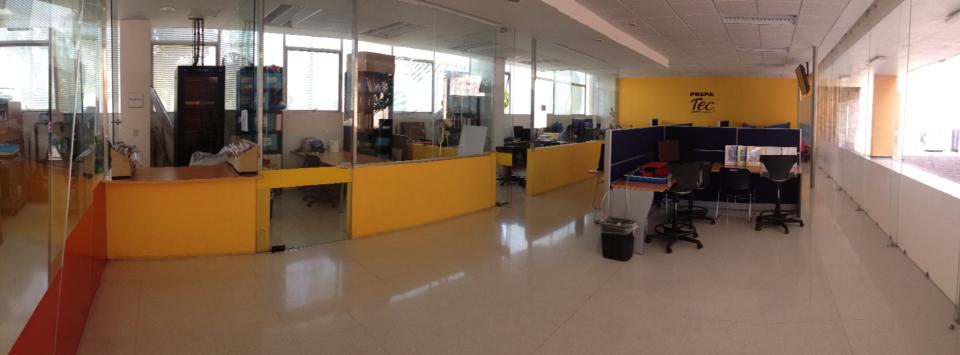
Zona de prácticas del CECTEC

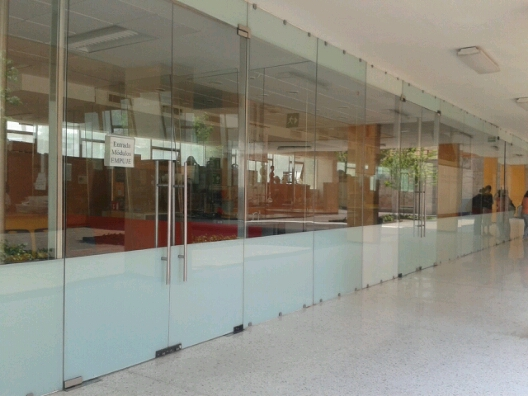
CECTEC

Según datos oficiales provistos por el censo paraguayo de 2022, el distrito de Edelira cuenta con un total de 17 362 habitantes distribuidos en una superficie de 660 km² (66.000 Hás).
Centro de Capacitación
En la Colonia Pirapey km 40 Funciona El Centro Agroecológico CECTEC (Centro de Capacitación y Tecnología Campesina), hoy mixta, funciona desde el año 1985, en cuyo centro se fomenta y se enseña la agricultura campesina a jóvenes de familias humildes en pequeña escala basándose principalmente en la base ecológica, este centro está situado en medio de un monte frondoso y la mayoría de sus estudiantes son de familias campesinas provenientes de distintos aledaños y también de departamentos vecinos.
Compañías
- Edelira km 20
- Edelira km 21
- Edelira km 27
- Edelira km 28
- Edelira km 32
- Edelira km 49
- Edelira km 54 Base
- Edelira km 60
- Edelira km 70
- Pirapey km 40
- Pirapey km 45
- Paso Carreta
- Ara Poty

## Economía
Las principales fuentes de ingresos son la:
- Agricultura: Rubros como Soja, Trigo, Girasol, Mandioca, Maíz, Algodón, Yerba,y Tung.
- Ganadería: Cría de ganado vacuno, porcino, caprino y ovino, aves de corral.
- Frutales: Mandarina, Pomelo, Naranja, Frutilla.
- Industrias: Envasado de miel de caña, fabricación de Carbón vegetal, fábrica de ladrillos comunes, fábrica de Cerámicas, fábrica de Almidón, silos, aserraderos,y secaderos de yerba mate, en las áreas urbanas predominan las actividades comerciales.

## Transportes
Para su comunicación con la capital del país, con la capital departamental y con los otros puntos de la región, los pobladores cuentan con ómnibus de transporte. Los caminos internos se encuentran enripiados y terraplenados, facilitando la intercomunicación de los distritos y el tránsito fluido de personas y cargas.
Para el Distrito de Edelira, la comunicación terrestre más importante es la ruta N.º 6 Dr. Juan León Mallorquín, que cruza gran parte del distrito y lo conecta con la ciudad de Encarnación, capital del Departamento, y además con la ciudad de Asunción, capital del Paraguay y con otras localidades del departamento y del país.

## Medios de comunicación
- Radio Edelira ZPV 165, 92.3 MHz
- Radio Pirapey ZPV 439, 106.1 MHz
- Radio Educativa Ka'aguy Ñe'e ZPD 628, 90.1 MHz
- Radio Corazón Tropical ZPV 721, 90.3 MHz

## Instituciones Públicas del Distrito
- Municipalidad.
- Oficina Regional de Identificaciones.
- Oficina de Fiscalía Zonal de Edelira.
- Ministerio de Obras Públicas y Comunicaciones (M.O.P.C.)
- Supervisiones Educativas: de Apoyo Técnico Administrativo y Pedagógico.
- 17 Colegios.
- 45 Escuelas.
- Juzgados de Paz.
- Registro Civil.
- Centro de Educación y Capacitación de Tecnologías Campesinas (C.E.C.T.E.C.)
- Crédito Agrícola de Habilitación (C.H.A)
- Dirección de Extensión Agraria (D.E.Ag.)
- Policía Caminera.
- 6 Comisarías.
- Autores Paraguayos Asociados (A.P.A.)
- Cajero Automático del Banco Nacional de Fomento.

## Universidades Privadas
- Universidad Leonardo Da Vinci.
- Universidad Internacional Tres Fronteras.
- Ateneo de Lengua y Cultura Guaraní.
- Instituto de Formación Docente San Martín de Porres.